# 全為愛
是一部2010年的美國懸疑犯罪愛情電影，由安德魯·傑里克執導，Marcus Hinchey編劇。主演是賴恩·高斯寧和姬絲汀·登絲。靈感來自被控告為殺人犯的紐約地產商繼承人羅伯特·德斯特（Robert Durst）之生活，本片記錄了一位紐約房地產大亨的富有兒子的生活，以及與他有關的一系列謀殺案，還有他與妻子的不穩定關係與其隨後未解決的失蹤事件。
羅伯特·德斯特對這部電影表示欽佩，並提出接受傑里克的採訪，儘管之前他還沒有與記者合作過。在多年的時間裡，德斯特最終與傑里克坐談超過20個小時，開始他們的會面，而傑里克製作了一部共有六部份的紀錄片，即2015年3月在HBO上播放的《黑色豪門疑案》（The Jinx: The Life and Deaths of Robert Durst）。

## 演員
- 賴恩·高斯寧 飾 David Marks（羅伯特·德斯特）
- 姬絲汀·登絲 飾 Katie McCarthy[2]（Kathleen McCormack）
- 法蘭·朗基拿 飾 Sanford Marks（西摩·杜斯特（英语：Seymour Durst））
- 莉莉·拉貝（英语：Lily Rabe） 飾 Deborah Lehrman[3]（Susan Berman）
- 菲利普·貝克·霍爾（英语：Philip Baker Hall） 飾 Malvern Bump（Morris Black）
- 麥可·艾斯波（英语：Michael Esper） 飾 Daniel Marks（道格拉斯·德斯特（英语：Douglas Durst））
- 黛安·薇諾拉（英语：Diane Venora） 飾 Janice Rizzo（Jeanine Pirro）
- 尼克·奧佛曼 飾 Jim McCarthy（Jim McCormack）
- 克莉絲汀·薇格 飾 Lauren Fleck
- 史蒂芬·康肯（英语：Stephen Kunken） 飾 Todd Fleck
- 約翰·卡倫 飾 Richard Panatierre（迪克·德蓋倫（英语：Dick DeGuerin））
- Maggie Kiley（英语：Maggie Kiley） 飾 Mary McCarthy
- Liz Stauber 飾 Sharon McCarthy
- 瑪麗昂·麥柯瑞（英语：Marion McCorry） 飾 Ann McCarthy（Ann McCormack）

## 《黑色豪門疑案》
羅伯特·德斯特對《全為愛》表示欽佩，並在本片上映後致電傑里克，提出接受採訪，在此之前他沒有與記者合作過。幾年來，德斯特和傑里克共同度過了20多個小時。2015年2月和3月，導演傑里克的六部份紀錄片《黑色豪門疑案》在HBO上播放。德斯特於3月15日在最後一集播出前的一天在路易斯安那州的新奧爾良因一級謀殺罪而被捕，其間他無意中承認了三件謀殺案。

## 外部連結
- 官方网站
- 互联网电影数据库（IMDb）上《All Good Things》的资料（英文）
- 爛番茄上《全為愛》的資料（英文）